# FK Rudar Kakanj
Maillots
Dernière mise à jour : 7 mai 2024.
Le Fudbalski Klub Rudar Kakanj (FK Rudar Kakanj) est un club de Bosnie-Herzégovine situé dans la ville de Kakanj. Ce club évolue en troisième division du championnat de Bosnie-Herzégovine.
Le FK Rudar Kakanj est créé en 1920.

## Anciens joueurs
- Kenan Hasagić